# Muzyka dawna
Muzyka dawna – potoczne określenie okresu w europejskiej muzyce obejmującego muzykę średniowiecza, renesansu i baroku. Odnosi się również do ogólnej koncepcji muzyki i sposobu jej interpretacji, zwłaszcza w ramach nurtu autentyzmu w wykonawstwie.
W Polsce odbywają się trzy duże festiwale muzyki dawnej: od 1966 międzynarodowy festiwal Musica Antiqua Europae Orientalis w Bydgoszczy, od 1978 Ogólnopolski Festiwal Zespołów Muzyki Dawnej „Schola Cantorum” w Kaliszu, a od 1993 Międzynarodowy Festiwal Muzyki Dawnej w Jarosławiu – Pieśń Naszych Korzeni.
Od 2018 odbywa się też organizowany przez Fundację inCanto Festiwal Musica Divina w Krakowie. Ta sama fundacja organizuje również Festiwal Rezonanse na Podkarpaciu, podczas którego realizowane są koncerty muzyki dawnej w przestrzeniach drewnianej architektury sakralnej.